# WTA Christchurch 1978
WTA Christchurch 1978 (за підтримки Colgate International) - жіночий професійний тенісний турнір. Це був третій турнір WTA Christchurch і перший після 1972 року, але в перші два сезони це був аматорський турнір.
Тривав з 20 до 26 листопада 1978 року, але належав до Туру WTA 1979.
Регіна Маршикова виграла змагання в одиночному розряді, а Леслі Гант і Шерон Волш - у парному.

## Результати

### Одиночний розряд
Регіна Маршикова -  Сільвія Ганіка 6-2, 6-1

### Парний розряд
Леслі Гант /  Шерон Волш -  Катя Еббінгаус /  Сільвія Ганіка 6-1, 7-5